# 吴增亮
吴增亮（1925年—2020年11月30日），男，江苏常州人，中华人民共和国政治人物，1942年加入中國共產黨，1947年毕业于交通大学电机工程系。在校期間參加過护校运动和五二〇运动。中華人民共和國建國後曾任上海市建设委员会副主任。1988年4月至1993年2月間擔任上海市政协副主席。